# 1090
Anul 1090 (MXC) a fost un an obișnuit al calendarului iulian.

## Evenimente
- 14 februarie: Adunarea de la Speyer: chartă a împăratului Henric al IV-lea în favoarea evreilor din Speyer și Worms.
- 19 mai: Victorie navală a emirului de Smyrna, Zachas, asupra bizantinilor, în apropiere de Chios.
- 6 septembrie: Hassan ibn-al Sabbah preia controlul asupra fortăreței Alamut, în Persia, pregătind revenirea șiiților la putere; la Alamut, el fondează secta asasinilor.

- 13 septembrie: Granada este cucerită de către almoravidul Iusuf ibn Tashfin; conducătorul orașului, Abdallah ben Bologhin, este luat prizonier și trimis la Aghmat.

### Nedatate
- februarie: Dezordini populare la Piacenza, în Italia, între populari și cavaleri.

- martie: Împăratul Henric al IV-lea conduce o expediție în Lombardia, împotriva contesei Matilda.

- mai: Abu'l-Qasim, regent al selgiucizilor de Rum, se îndreaptă împotriva Nicomediei (astăzi, Iznik), în vreme ce flota emirului Zachas intră în legătură cu pecenegii în vederea atacării Constantinopolului; Alexios I Comnen reușește să respingă flota selgiucidă.

- iunie: Papa Urban al II-lea este alungat din Roma de către Henric al IV-lea, care îl restabilește pe antipapa Clement al III-lea; Urban al II-lea se refugiază la Capua, apoi la Salerno.

- iulie: Împăratul Henric al IV-lea începe asediul asupra Mantovei.

- iulie: Normandul Roger I de Hautevile cucerește Malta de la arabi.

- decembrie: Pecenegii blochează Constantinopolul dinspre uscat.

- Bejaia devine capitala statului hammadizilor din Algeria.

- Prima atestare documentară a localității Bozieș (județul Sălaj).

## Arte, Știință, Literatură și Filozofie
- Chinezul Qin Guan scrie "Can Shu", primul tratat de sericicultură, care descrie fabricarea mătăsii.
- Sunt consemnați primii trubaduri din Provence.

## Nașteri
- Anaclet al II-lea, antipapă (d. 1138).
- Arnaldo da Brescia, teolog italian (d. 1155).
- Bernard de Clairvaux, sfânt (d. 1153).
- Frederic de Hohenstaufen, duce de Suabia și rege roman (d. 1147).
- Qin Hui, prim-ministru al statului chinez al dinastiei Song (d. 1155).
- Sigurd I de Norvegia (d. 1130)

## Decese
- 22 martie: Garcia I de Galicia (n. ?)
- 26 iunie: Jaromir, episcop de Praga (n. ?)
- 3 iulie: Ekbert al II-lea, margraf de Meissen (n.c. 1060).
- 6 octombrie: Adalberon de Würzburg, episcop german (n. ?)
- Mihail al VII-lea Ducas, împărat bizantin (n. 1050)